# فینال جام حذفی فوتبال ایران ۱۳۶۹
فینال جام حذفی فوتبال ایران ۱۳۶۹ یک بازی فوتبال بود که بین دو تیم استقلال تهران و ملوان بندر انزلی برای تعیین قهرمان جام حذفی فوتبال ایران ۱۳۶۹ به میزبانی ورزشگاه آزادی در ۲۶ اسفند ۱۳۶۹ برگزار شد. بازی در وقت‌های قانونی و اضافه به تساوی ۰–۰ رسید و ملوان در ضربات پنالتی پیروز شد تا برای سومین بار قهرمان جام حذفی فوتبال ایران شود.

## پیش‌زمینه
جام حذفی ۱۳۶۹ پنجمین دوره جام حذفی فوتبال ایران بود. ملوان برای پنجمین بار و استقلال برای دومین بار در فینال حاضر شدند.

## ورزشگاه
ورزشگاه آزادی تهران میزبان این بازی بود. بعد از فینال جام حذفی ۱۳۶۶ این دومین بار بود که آزادی میزبان این بازی شد.

## مسیر تا فینال
جدول زیر مسیر دو تیم تا فینال را نشان می‌دهد. در مراحلی که به صورت رفت و برگشت انجام شده‌اند نتیجه مجموع دو مرحله نوشته شده است.
| استقلال            | استقلال       | مرحله       | ملوان         | ملوان         |
| ------------------ | ------------- | ----------- | ------------- | ------------- |
| حریف               | نتیجه         |             | حریف          | نتیجه         |
| راه‌آهن تبریز       | ۴–۱           | یک سی و دوم |               |               |
| نیرو راستی باختران | ۳–۰           | یک شانزدهم  |               |               |
| استقلال اهواز      | ۳–۰           | یک‌هشتم      |               |               |
| ژاندارمری اصفهان   | ۴–۰           | یک چهارم    |               |               |
| پاس تهران          | ۰–۰           | نیمه نهایی  | پیروزی تهران  | ۳–۲           |
| صعود به فینال      | صعود به فینال | رتبه نهایی  | صعود به فینال | صعود به فینال |

## جزئیات مسابقه
| استقلال                                                       | ۰ – ۰ (وقت اضافه) | ملوان انزلی                                                |
| ------------------------------------------------------------- | ----------------- | ---------------------------------------------------------- |
| ورمزیار                                                       |                   |                                                            |
| ضربات پنالتی                                                  |                   |                                                            |
| فنونی‌زاده · ورمزیار · قلعه‌نویی · مرفاوی · سرخاب · شاهرخ بیانی | ۵ – ۶             | احمدزاده · قایقران · قنبرنژاد · محمدیان · پرورشخواه · بحری |

| استقلال:       |                  |     |
|                |                  |     |
| ۱              | احمدرضا عابدزاده |     |
|                | جواد زرینچه      |     |
| ۵              | شاهین بیانی      |     |
|                | رضا حسن‌زاده      |     |
| ۱۶             | صادق ورمزیار     |     |
| ۱۰             | شاهرخ بیانی (ک)  |     |
| ۶              | مهدی فنونی‌زاده   |     |
| ۸              | امیر قلعه‌نویی    |     |
|                | رضا احدی         |     |
| ۱۲             | صمد مرفاوی       |     |
|                | عبدالعلی چنگیز   | '۳۵ |
| تعویضی‌ها:      |                  |     |
| ۱۵             | عباس سرخاب       | '۳۵ |
|                | ایران            |     |
| سرمربی:        |                  |     |
| منصور پورحیدری |                  |     |

| ملوان انزلی: |                   |  |
|              |                   |  |
| ۱            | محمد حبیبی        |  |
| ۷            | حسین قنبرنژاد     |  |
| ۲۰           | حمید محمدیان      |  |
| ۱۲           | بهروز پرورشخواه   |  |
| ۲            | محمدقدیر بحری (ک) |  |
| ۱۰           | محمد احمدزاده     |  |
| ۹            | سیروس قایقران     |  |
|              | ایران             |  |
|              | ایران             |  |
|              | ایران             |  |
|              | ایران             |  |
| تعویضی‌ها:    |                   |  |
|              | ایران             |  |
|              | ایران             |  |
| سرمربی:      |                   |  |
| بهمن صالح‌نیا |                   |  |

| مقامات رسمی مسابقه - کمک داورها: - علی راسته - محمد فنایی | قوانین بازی - ۹۰ دقیقه - ۳۰ دقیقه اضافه و ضربات پنالتی - تنها سه تعویض |

## قهرمان
| قهرمان جام حذفی ایران ۷۰–۱۳۶۹ |
| ----------------------------- |
| ملوان بندر انزلی              |
| سومین قهرمانی                 |